# Double Dribble: The Playoff Edition
Double Dribble: The Playoff Edition, i Japan släppt som Hyper Dunk: The Playoff Edition (ハイパー ダンク ザ プレイオフ エディション Haipā Danku?), och i Europa senare utgivet som Hyper Dunk, är ett basketspel från 1994, utvecklat och utgivet av Konami till Sega Mega Drive. Spelet är en uppföljare till Double Dribble, ursprungligen utgivet som arkadspel 1986 och till olika hemdatorsystem och konsoler.

## Spelupplägg
I stället för fyra lag, som i originalspelet, kan man välja mellan 16 lag. I slutspelet har man tillgång till lösenord från semifinalspelet.
När skottklockan dyker upp visas den, till skillnad från i NBA och NCAA, även i tusendelssekunder. Varje spelares längd och vikt visas också.